# Lee County (Texas)
Das Lee County ist ein County im US-Bundesstaat Texas der Vereinigten Staaten. Das U.S. Census Bureau hat bei der Volkszählung 2020 eine Einwohnerzahl von 17.478 ermittelt. Der Sitz der County-Verwaltung (County Seat) befindet sich in Giddings.

## Geographie
Das County liegt südwestlich des geographischen Zentrums von Texas, etwa auf halber Strecke zum Golf von Mexiko und hat eine Fläche von 1642 Quadratkilometern, wovon 14 Quadratkilometer Wasserfläche sind. Es grenzt im Uhrzeigersinn an folgende Countys: Milam County, Burleson County, Washington County, Fayette County, Bastrop County und Williamson County.

## Geschichte
Lee County wurde 1874 aus Teilen des Bastrop County, Burleson County, Fayette County und Washington County gebildet. Benannt wurde es nach Robert E. Lee, dem kommandierenden General der Konföderierten Armee im amerikanischen Bürgerkrieg.
Drei Bauwerke und Stätten im County sind im National Register of Historic Places („Nationales Verzeichnis historischer Orte“; NRHP) eingetragen (Stand 26. November 2021), das Lee County Courthouse,  die Droemer Brickyard Site und das Schubert House.

## Demografische Daten

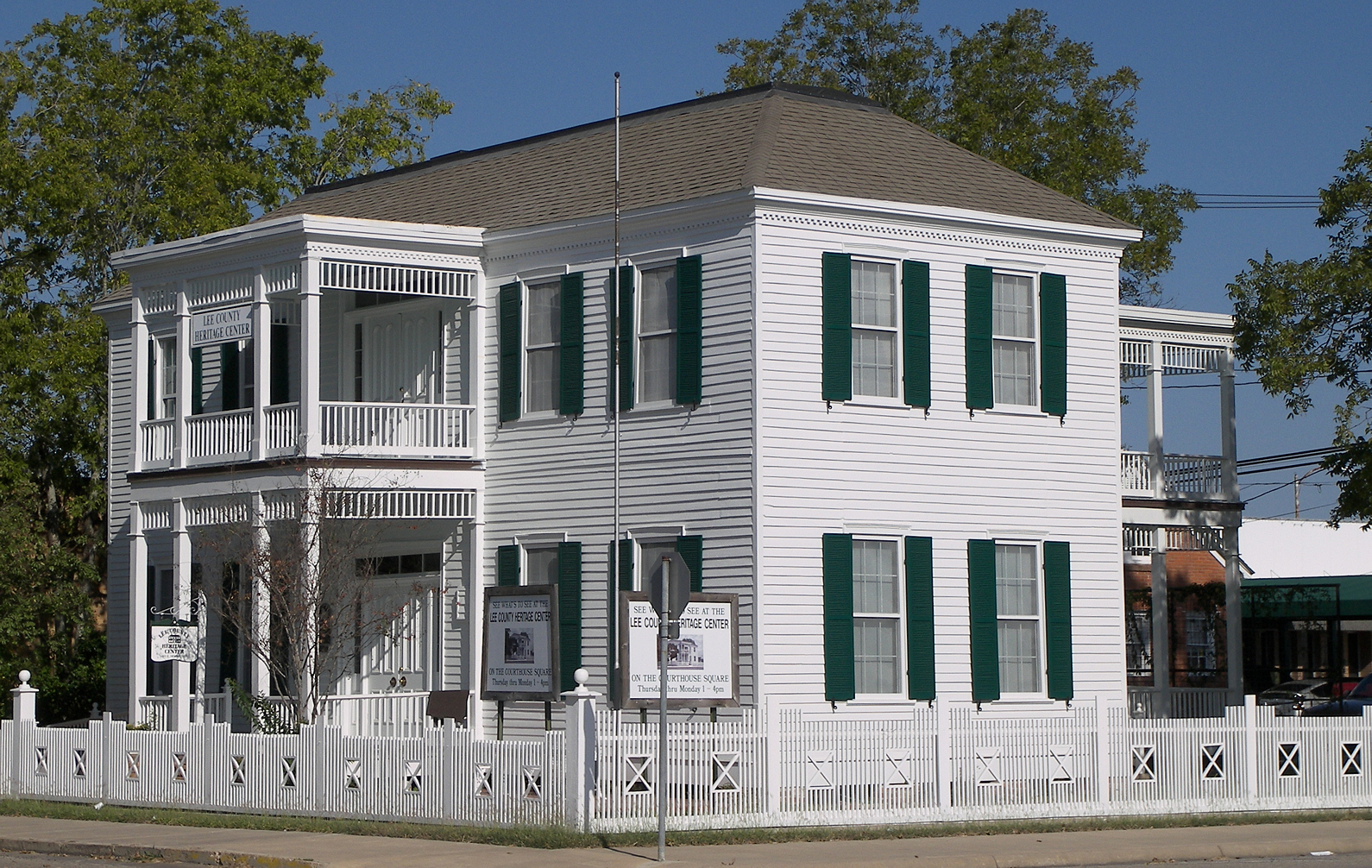
Das Schubert House, gelistet im NRHP mit der Nr. 70000753

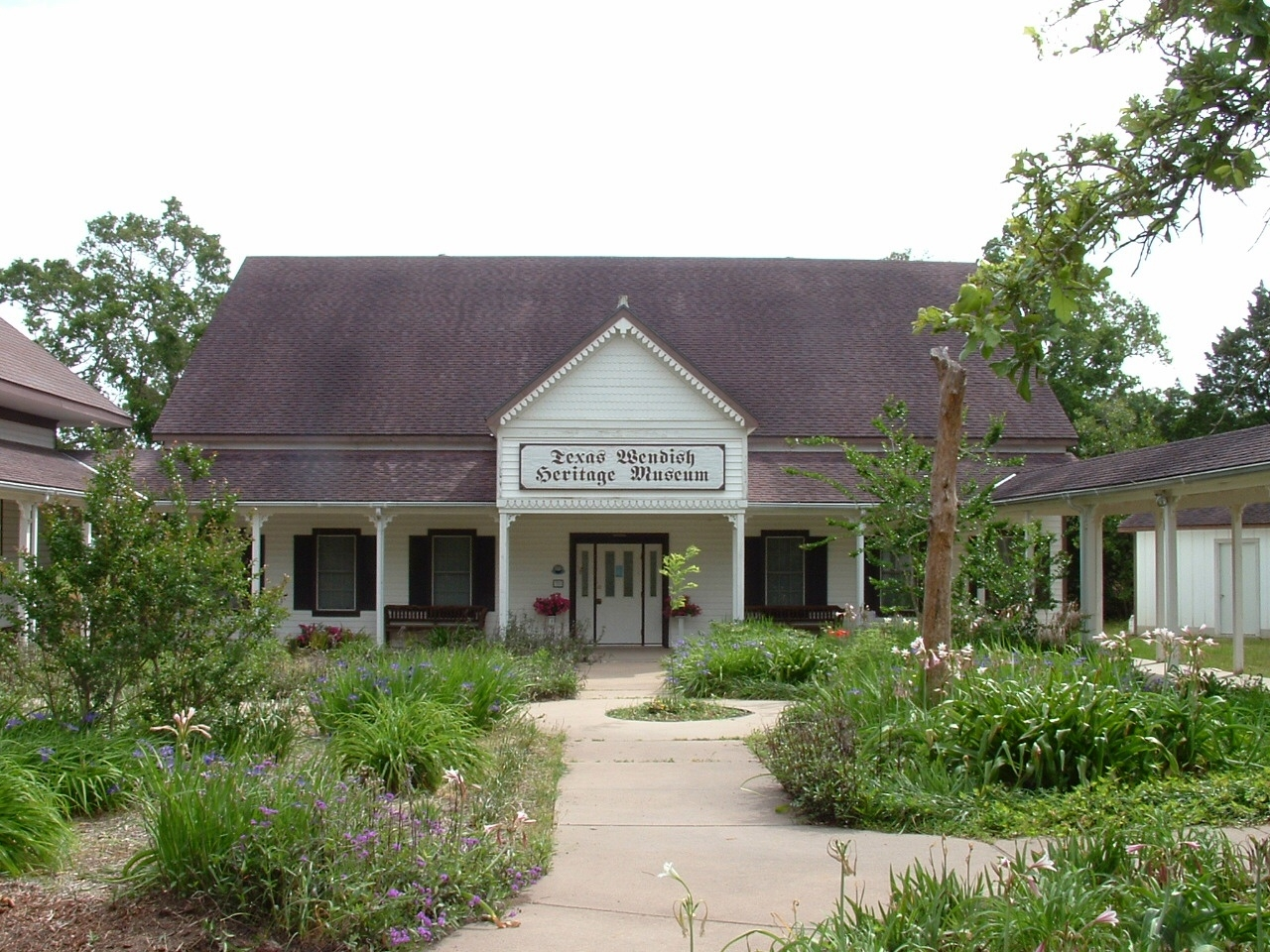
Texas Wendish Heritage Museum

Nach der Volkszählung im Jahr 2000 lebten im Lee County 15.657 Menschen in 5.663 Haushalten und 4.150 Familien. Die Bevölkerungsdichte betrug 10 Einwohner pro Quadratkilometer. Ethnisch betrachtet setzte sich die Bevölkerung zusammen aus 76,59 Prozent Weißen, 12,08 Prozent Afroamerikanern, 0,46 Prozent amerikanischen Ureinwohnern, 0,24 Prozent Asiaten, 0,03 Prozent Bewohnern aus dem pazifischen Inselraum und 8,87 Prozent aus anderen ethnischen Gruppen; 1,72 Prozent stammten von zwei oder mehr Ethnien ab. 18,19 Prozent der Einwohner waren spanischer oder lateinamerikanischer Abstammung.
Von den 5.663 Haushalten hatten 35,7 Prozent Kinder oder Jugendliche, die mit ihnen zusammen lebten. 60,0 Prozent waren verheiratete, zusammenlebende Paare 8,8 Prozent waren allein erziehende Mütter und 26,7 Prozent waren keine Familien. 23,8 Prozent waren Singlehaushalte und in 11,7 Prozent lebten Menschen im Alter von 65 Jahren oder darüber. Die durchschnittliche Haushaltsgröße betrug 2,65 und die durchschnittliche Familiengröße betrug 3,15 Personen.
28,8 Prozent der Bevölkerung war unter 18 Jahre alt, 9,2 Prozent zwischen 18 und 24, 26,3 Prozent zwischen 25 und 44, 21,4 Prozent zwischen 45 und 64 und 14,4 Prozent waren 65 Jahre alt oder älter. Das Medianalter betrug 36 Jahre. Auf 100 weibliche Personen kamen 101,6 männliche Personen und auf 100 Frauen im Alter von 18 Jahren oder darüber kamen 98 Männer.
Das jährliche Durchschnittseinkommen eines Haushalts betrug 36.280 USD, das Durchschnittseinkommen einer Familie betrug 42.073 USD. Männer hatten ein Durchschnittseinkommen von 30.635 USD, Frauen 21.611 USD. Das Prokopfeinkommen betrug 17.163 USD. 9,7 Prozent der Familien und 11,9 Prozent der Einwohner lebten unterhalb der Armutsgrenze.

## Städte und Gemeinden
| - Blue - Dime Box - Doak Springs | - Fedor - Giddings - Leo | - Lexington - Lincoln - Loebau | - Serbin - Tanglewood |